# Nerine rehmannii
Nerine rehmannii är en amaryllisväxtart som först beskrevs av John Gilbert Baker, och fick sitt nu gällande namn av Harriet Margaret Louisa Bolus. Nerine rehmannii ingår i släktet Nerine och familjen amaryllisväxter. Inga underarter finns listade i Catalogue of Life.